# Batalha de Arreste (337)
A Batalha de Arreste (em armênio: Առեստի ճակատամարտ) foi travada em 337 entre tropas do Reino da Armênia sob o generais Vache I e Vaanes I e tropas do Império Sassânida sob o nobre rebelde Databe. Após um breve período de paz, o xainxá Sapor II (r. 309–379) do Império Sassânida decidiu invadir a Armênia. Databe foi designado como o comandante responsável por lidar com os invasores, mas traiu o rei e juntou-se aos iranianos. Foi atacado e derrotado perto de Arreste pelos soldados liderados por Vache e Vaanes.

## Contexto
Pouco depois da ascensão de Cosroes III (r. 330–339), sua autoridade foi contestada pelo vitaxa de Arzanena Bacúrio, que liderou uma revolta independentista contra o Império Romano e o rei, que nominalmente era vassalo imperial, visando tornar-se vassalo do Império Sassânida. O xainxá Sapor II (r. 309–379) enviou tropas para ajudar Bacúrio. De acordo com Moisés de Corene, Bacúrio aproveitou a invasão de Sanatruces, rei dos mascutes e suposto dinasta arsácida, que reivindicou a coroa com apoio dos sassânidas. Os príncipes armênios pediram a intervenção do imperador Constantino I (r. 306–337), que enviou o general Antíoco no comando de um grande exército. Ambas as ameaças foram derrotadas e os romanos ordenaram que Vaanes I fosse ao Azerbaijão para proteger a fronteira de outra possível intervenção do xainxá. Pouco depois, populações nômades que viviam ao norte da Armênia invadiram, mas foram derrotadas por Vache I e Vaanes I.

## Batalha e rescaldo
Aproveitando a paz obtida, Cosroes dedicou-se a plantar florestas e construir palácios na província de Airarate. Enquanto estava ali, recebeu notícias de que os iranianos invadiram outra vez a Armênia. Cosroes ordenou que Databe Besnúnio, chefe da família Besnúnio, reunisse um grande contingente de recrutas irregulares e marchasse, acompanhado das tropas de elite, contra os invasores. Ao se aproximarem os iranianos, Databe se apressou para contatar seus líderes e fez um acordo secreto no qual iria entregar o rei. Como parte do plano, permitiu que os iranianos destruíssem o exército que trouxe consigo, o que vitimou 40 mil soldados no ataque. Os sobreviventes fugiram para Cosroes e relataram a situação.
O rei, acompanhado de um exército de 30 mil soldados e os nobres (nacarares) ainda leais, marchou contra os sassânidas e os encontrou na costa do lago de Vã, num riacho perto da cidade de Arreste. Fausto, o Bizantino não informa o total de soldados do exército iraniano, mas alega que eram incontáveis, como as estrelas nos céus ou os grãos de areia na costa do lago, e que estavam acompanhados de elefantes. Apesar disso, os armênios marcharam contra seus inimigos e massacraram-nos, deixando nenhum deles vivo. Muito butim foi obtido, bem como alguns dos elefantes. Databe foi capturado e levado perante o rei, que ordenou que fosse morto por apedrejamento. Como punição adicional, sua família, esposa e filhos, que estavam abrigados na fortaleza de Altamar, foram chacinados, pondo fim aos Besnúnios.